# Cross Timbers (Missouri)
Pour la région du Sud des États-Unis, voir Cross Timbers.
La ville de Cross Timbers est située dans le comté de Hickory, dans l’État du Missouri, aux États-Unis. Sa population s’élevait à 216 habitants lors du recensement de 2010, estimée à 212 habitants en 2016.

## Source de la traduction
- (en) Cet article est partiellement ou en totalité issu de l’article de Wikipédia en anglais intitulé « Cross Timbers, Missouri » (voir la liste des auteurs).